# Satan Speaks!
Satan Speaks! es una colección de sesenta ensayos escrita por el fundador de la Iglesia de Satán, Anton LaVey, publicado en 1998 por Feral House tras su muerte en octubre de 1997. Su primera edición incluye un prólogo de Marilyn Manson, una introducción de Blanche Barton —madre de Satan Xerxes LaVey— y la portada ha sido diseñada por Coop.